# Lucius III.
Lucius III.  vlastním jménem Ubaldo Allucingoli, O. Cist. (* kolem 1110, Lucca – 25. listopad 1185, Verona) byl papežem v letech 1181–1185. V roce 1184 zavedl bulou Ad abolendam biskupskou inkvizici.

## Život
Narodil se v republice Lucca Orlandu Allucingoli. Stal se cisterciákem. V knětnu 1141 byl jmenován Kardinálem-knězem a jako titulář římského kostela Svaté Praxedy papežem Inocencem II. a roku 1158 kardinálem-biskupem Ostie a Velletri papežem Hadriánem V. Byl vysvěcen na biskupa roku 1159. Allucingoli patřil k hlavním poradcům papeže Alexandra III. Papež jej často vysílal na mise: 1156 do Beneventa na jednání s Vilémem I. Sicilským, 1166-1167 působil jako legát na Sicílii a 1167-1169 v Konstantinopoli. Od roku 1163 až do svého zvolení byl děkanem Kolegia kardinálů.
Jeho zvolení papežem 1. září 1181 (první, kde byla uplatněna dvoutřetinová většina) sice proběhlo bez obtíží, avšak jeho pontifikát klidný nebyl. Úřadu se ujal 6. září, ale větší část své vlády prožil mimo Řím. Z nebezpečného Říma utekl a setkal se s císařem Svaté říše římské Fridrichem Barbarossou. V listopadu 1184 ve Veroně, kde se konala synoda, společně vydali dekret proti kacířům (katarům a valdenským). Touto bulou (nazvanou Ad abolendam) papež předpokládal, že každý biskup bude z vlastní vůle pátrat po kacířích ve své diecézi.
Fridrich Barbarossa zasnoubil svého syna Jindřicha s dcerou sicilského krále Rogera II. Toto spojení znamenající svazek mezi Svatou říší římskou a Normany bylo pro Papežský stát velice nebezpečné a do budoucna se stalo problémem číslo jedna.
Lucius III. exkomunikoval vzpurné Římany. 25. listopadu 1185 zemřel ve Veroně a pohřben byl v místním dómu.

### Konkláve
Jako kardinál se Ubaldo Allucingoli zúčastnil těchto konkláve:
- konkláve roku 1143, kde byl zvolen papež Celestýn II.
- konkláve roku 1144, kde byl zvolen papež Lucius II.
- konkláve roku 1145, kde byl zvolen papež bl. Evžen III.
- konkláve roku 1153, kde byl zvolen papež Anastázius IV.
- konkláve roku 1154, kde byl zvolen papež Hadrián IV.
- konkláve roku 1159, kde byl zvolen papež Alexandr III.
- konkláve roku 1181, kde byl zvolen papežem on sám.

## Odkazy

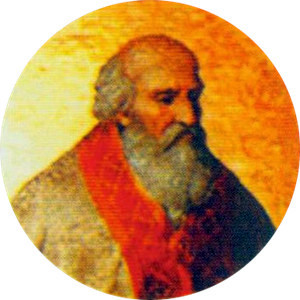
Portrét papeže Lucia III. v bazilice sv. Pavla za hradbami